# Auswertung (Nachrichtendienst)
Auswertung bezeichnet bei einem Nachrichtendienst die Tätigkeit des zielgerichteten und geordneten Bearbeitens von Informationen, die zuvor offen oder nachrichtendienstlich beschafft wurden. Die Informationen werden zunächst auf Glaubwürdigkeit, Wahrheitsgehalt und Plausibilität überprüft (verifiziert) und dann für die Berichterstattung geordnet aufbereitet. Die Auswertung soll dazu beitragen, Lagebilder zu erstellen und aktuell zu halten, über Personen, Fakten und Vorgänge Auskunft geben zu können und Prognosen zu erstellen.
Die Auswertung fasst die Ergebnisse der Beschaffung zusammen mit dem Ziel, Schlüsse auf Stärke, Potenzial und Absichten eines Gegners oder Ziellandes zu ziehen. Auf den Ergebnissen der Auswertung können weitere Aufklärungsforderungen gestellt werden.
Neben der Tätigkeit der Auswertung werden auch die mit dieser Aufgabe betrauten Organisationseinheiten in einem Nachrichtendienst als „Auswertung“ bezeichnet. Die mit dieser Arbeit beauftragten Personen nennt man auch „Auswerter“ oder „Analysten“. Das nachrichtendienstliche Gegenstück der Auswertung ist die Beschaffung.